# 出血 (印刷)

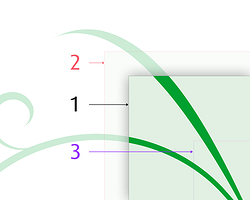
1. 裁切
2. 出血
3. 边界

出血是印刷品預計會被裁切掉的邊緣部分。出血是印刷專有名詞，為印前排版作業之一。
出血尺寸因印刷/輸出成品類型及尺寸需要，再加上裁切設備的精度與專業人員的訓練素質，而有不同的要求。設計人員在設計檔案時，將「背景」、「底色底圖」等版面上有延伸至頁面之外設計的物件，上下左右各做延伸與擴張3mm。至少要超過1mm，但3mm是最安全的設定。
至於書籍類出版品，由於摺紙裝訂時紙張厚度會產生各頁面實際成品尺寸的不同，理論上裝訂邊需要根據頁面在該摺紙疊中所在的位置而有不同的出血尺寸，不過此要求只會在具備此功能的印前組頁軟體進行自動參數調整，前端排版是無法也不需要預測的，一般就是四邊預留3～5mm的出血即可。